# Головчин Юлія Богданівна
Головчин Юлія Богданівна — сучасна українська письменниця, журналістка, перекладачка, радіоведуча, художниця.

## Освіта
Закінчила факультет журналістики Львівського університету й Івано-Франківську теологічну академію греко-католицької церкви.

## Творчість
Письменниця працює в жанрі притч.
Крім текстового варіанту Притч Юлії Головчин до кожної розповіді створено аудіо та відео супровід. Аудіо притчі авторки звучать в ефірі обласних радіо.
Влітку 2018 року світ побачили притчі написані тавтологією, тобто коли текст починається на одну і ту ж літеру, де використано усі букви українського алфавіту.

## Премії
- Лавреат премії Івана Франка в номінації «Література» (2012).

## Версії книг
- для молоді (блоги та колонки на сайтах в інтернеті) ;
- для дорослих (книги);
- для телеглядача (відео версія);
- для слухача та людей, які мають проблеми із зором (аудіо версія);
- для людей, які мають проблеми зі слухом (відео версія кожної притчі має сурдопереклад, тобто «начитана» жестовою мовою);

## Журналістська діяльність
ВВС Україна:
- як святий Миколай гостей приймав [Архівовано 18 грудня 2017 у Wayback Machine.]
- В Україні розробили додаток для лорів [Архівовано 25 лютого 2016 у Wayback Machine.]
- Хоробрі серця: мультфільм про гуцулів та козаків [Архівовано 24 січня 2016 у Wayback Machine.]
- «Дорогий солдате»: небезпека дитячих листів [Архівовано 26 серпня 2016 у Wayback Machine.]
- Односельці звели хату родині загиблого майданівця [Архівовано 10 лютого 2017 у Wayback Machine.]

РІСУ (Релігійно-інформаційна служба України [Архівовано 7 серпня 2011 у Wayback Machine.]):
- Прикарпатські монастирі приймають вояків АТО на духовну реабілітацію[недоступне посилання]
- Тут нема Кози і Василя, а Маланок аж тринадцять — як святкують Старий новий рікна Прикарпатті[недоступне посилання]
- Як на Прикарпатті з конем ходять засівати[недоступне посилання]
- Долина і долиняни: Мирослав Іван кардинал Любачівський і Омелян Антонович[недоступне посилання]
- На Прикарпатті цілодобово молились за мир та спокій в Україні [Архівовано 24 червня 2016 у Wayback Machine.]

Інші ЗМІ:
- Хоробрі серця
- Економія по-шведськи: як не продукувати сміття
- На Франківщині хочуть націоналізувати базу відпочинку «Роснефти» [Архівовано 29 червня 2016 у Wayback Machine.]
- Хоробрі серця: мультфільм про гуцулів та козаків
- На Франківщині хочуть націоналізувати базу відпочинку «Роснефти»
- Економія по-шведськи: як не продукувати сміття [Архівовано 3 березня 2015 у Wayback Machine.]
- В мережі з'явився чудовий етномультфільм з глиняними іграшками
- Хоробрі серця[недоступне посилання]
- «Дорогий солдате»: небезпека дитячих листів [Архівовано 9 серпня 2016 у Wayback Machine.]
- На Франківщині хочуть націоналізувати базу відпочинку «Роснефти» [Архівовано 29 червня 2016 у Wayback Machine.]
- як святий Миколай гостей приймав [Архівовано 13 грудня 2017 у Wayback Machine.]
- У Калуші впорядкують згорілий єврейський цвинтар [Архівовано 6 серпня 2016 у Wayback Machine.]
- Жителька Івано-Франківська сплела спицями понад сотню ікон[недоступне посилання з липня 2019]
- Прикарпатський вертеп повезе Ірода-Путіна в зону АТО [Архівовано 19 квітня 2017 у Wayback Machine.]
- Іконописні твори в'язнів презентують в Івано-Франківську [Архівовано 9 серпня 2016 у Wayback Machine.]

## Блоги та колонки
АртВЕРТЕП [Архівовано 16 березня 2010 у Wayback Machine.]:
- Притча Юлії Головчин «Пріоритети» [Архівовано 7 серпня 2016 у Wayback Machine.]
- Притча Юлії Головчин «Подорожні» [Архівовано 7 серпня 2016 у Wayback Machine.]
- Притча Юлії Головчин «Радість і смуток» [Архівовано 7 серпня 2016 у Wayback Machine.]
- Притча Юлії Головчин «Екскурсія цвинтарем» [Архівовано 7 серпня 2016 у Wayback Machine.]

Кредо [Архівовано 22 червня 2011 у Wayback Machine.]
- Притчі [Архівовано 23 липня 2016 у Wayback Machine.]
- Екскурсія цвинтарем [Архівовано 27 травня 2016 у Wayback Machine.]
- Самогубство [Архівовано 23 червня 2016 у Wayback Machine.]
- Сліди крові [Архівовано 22 червня 2016 у Wayback Machine.]
- Слава у Бога чи у людей? [Архівовано 30 травня 2016 у Wayback Machine.]
- Радість і смуток [Архівовано 16 вересня 2016 у Wayback Machine.]
- Золото чи життя? [Архівовано 30 серпня 2016 у Wayback Machine.]
- Допомога Святому Духові [Архівовано 18 вересня 2016 у Wayback Machine.]
- Життя за будинок [Архівовано 9 грудня 2016 у Wayback Machine.]

 Філософія та релігія [Архівовано 5 грудня 2013 у Wayback Machine.]
- Подорожні [Архівовано 18 червня 2016 у Wayback Machine.]
- Експеримент Людини [Архівовано 23 лютого 2017 у Wayback Machine.]
- Повернення в минуле або підніжжя Голгофи [Архівовано 23 лютого 2017 у Wayback Machine.]
- Відвідини Тата + аудіо версія притчі [Архівовано 23 лютого 2017 у Wayback Machine.]
- Муза і слава [Архівовано 12 січня 2017 у Wayback Machine.]
- Монета (Притча) + аудіо версія [Архівовано 16 серпня 2017 у Wayback Machine.]

Сайт «Фіртка» [Архівовано 23 серпня 2019 у Wayback Machine.]
- Екскурсія цвинтарем [Архівовано 10 січня 2017 у Wayback Machine.]
- Притча від «ЦХ» [Архівовано 17 травня 2016 у Wayback Machine.]
- Дві стежини [Архівовано 10 січня 2017 у Wayback Machine.]
- Пріоритети [Архівовано 20 травня 2016 у Wayback Machine.]

БЦ [Архівовано 18 червня 2016 у Wayback Machine.]
- Притча про допомогу Святому Духові

«Кіріос» [Архівовано 17 квітня 2016 у Wayback Machine.]
- Притча: «Раб грошей» [Архівовано 8 серпня 2016 у Wayback Machine.]
- Притча: «Втеча від Бога» [Архівовано 8 серпня 2016 у Wayback Machine.]
- Спроби [Архівовано 23 квітня 2017 у Wayback Machine.]

Радіо «Світанок» [Архівовано 22 квітня 2016 у Wayback Machine.]
- Притчі Юлії Головчин [Архівовано 26 лютого 2017 у Wayback Machine.]